# زدنک میلر
زدنِـک میلر (چکی: Zdeněk Miler؛ ‏ تلفظ در چکی: [ˈzdɛɲɛk ˈmɪlɛr] - بشنوید؛ ‏ ۲۱ فوریهٔ ۱۹۲۱ – ۳۰ نوامبر ۲۰۱۱) کارتونیست، کارگردان، پویانما و نقاش اهل جمهوری چک بود.
او خالق شخصیت کارتونی و ماجراهای مول است که در دههٔ ۶۰ خورشیدی، از تلویزیون ایران نیز پخش شد.